# Предраг Јеленковић
Предраг Јеленковић (Ниш, 1965) је доктор комуниколошких наука. 

## Образовање
Oснову школу и гимназију ”Светозар Марковић” завршио је у Нишу. Дипломирао је и магистрирао хемију на Природно-математичком факултету Универзитета у Нишу и докторирао комуникологију из области односа са јавношћу и заштите животне средине на Факултету за културу и медије у Београду. 

## Професионално ангажовање
Своје радно ангажовање започиње 1992. године као огранизатор програма у Студентском културном центру Ниш, а наставља као директор СКЦ Индекс Ниш од 1994. до 1998. године. На место директора Установе Дом културе Ниш долази почетком 1998. године, а средином 1999. године постаје помоћник директора Установе Нишки културни центар. Од краја 2000. до почетка 2005. године био је члан Извршног одбора Скупштине Општине Ниш. 
На место руководиоца пројекта у Регионалној канцеларији Ниш Агенције за приватизацију Републике Србије ангажован је од 2005. до 2016. године. У периоду од фебруара до јуна 2016. године, као одборник у Скупштини Града Ниша бива именован за председника Одбора за административна питања, након чега постаје сарадник Координационог одбора Регионалне привредне коморе Ниш. Биран је за народног посланика у Народној скупштини Републике Србије у сазиву од 2016. до 2020. године.
Од краја 2020. до средине 2021. године био је вршилац дужности директора Установе Народни универзитет Ниш, након чега постаје директор Студентског културног центра Ниш.  

## Организационе вештине и знања
- Сертификат ВИФИ Института (Аустријска привредна комора) – Менаџмент, стратешко планирање, тимски рад,
- Сертификат ОЕСЦ и Центар модерних вештина – Едукација функционера локалне самоуправе,
- Сертификат Ханс Зајдел фондације и ПКС – Симулација рада  у предузећу    Топсим – генерални менаџмент
- Сертификат ЦЕЕД ПКЈ и ВИФИ Института – Јавне набавке, тендерске процедуре и локална самоуправа
- Сертификат ЦЕЕД ПКЈ и ВИФИ Института – Међународни маркетинг
- Сертификат ЦЕЕД ПКЈ и ВИФИ Института – Финансије, рачуноводство, тржиште капитала
- Сертификат ЦЕЕД ПКЈ и ВИФИ Института – Људски ресурси, управљање и мотивација
- Сертификат Др Никова летња школа успеха, комуникација, преговарање
- Акредитација Министарства државне управе и локлане самопураве - за реализатора програма стручног усавршавања запослених у јединицама локалне самоуправе (Лидерске вештине, Вођење састанка, Преговарање, Заштита животне средине)
- Уверење о завршеној основној обуци посредника (медијатор)
- Уверење о завршеној обуци за лобисту 57/20 АСК  Републике Србије

## Академска каријера
Академску каријеру започиње школске 2011/2012. године као предавач по позиву на Факултету за правне и пословне академске студије ”Др Лазар Вркатић” Нови Сад - ВШЈ Ниш. У годинама које следе бива ангажован као гостујући предавач на Департману за комуникологију и новинарство Филозофског факултета у Нишу, Високој пословној школи струковних студија у Блацу, Високој струковној школи за предузетништво у Београду, Факултету за културу и медије Мегатренд универзитета у Београду и Учитељском факултету у Призрену на Универзитету у Приштини - Косовска Митровица.[тражи се извор]
Тренутно је предавач по позиву на Академији техничко-васпитачких струкових студија Ниш - Одсек Пирот.[тражи се извор]
До сада је објавио преко 20 научних радова и био учесник више научних конференција како у земљи, тако и у иностранству.

## Одабрана дела
- Јеленковић П., Јеленковић Љ. - ЖИВОТНА СРЕДИНА У ДОКУМЕНТИМА ЕВРОПСКЕ УНИЈЕ[2]. (2012), МРЦ Ниш,
- Јеленковић П., Јеленковић Љ. - ОДНОСИ С ЈАВНОШЋУ У ОБЛАСТИ ЗАШТИТЕ ЖИВОТНЕ[3] СРЕДИНЕ. (2012), Чигоја штампа Београд,
- Јеленковић П., Јеленковић Љ. - КОМУНИКАЦИЈА И ИЗБОР ПРОФЕСИЈЕ[4]. (2016), МРЦ Ниш,
- Јеленковић П.- КУЛТУРНА РАЗНОЛИКОСТ ЕВРОПЕ И МОДЕЛИ КУЛТУРНЕ ПОЛИТИКЕ [5](2020), СКЦ Ниш,
- Арацки, З., Јеленковић, П. - МЕДИЈИ И ОБРАЗОВАЊЕ[6], (2022). Учитељски факултет у Призрену – Лепосавић,
- Јеленковић, П., Миљковић, С. - СТРАТЕГИЈА ОЖИВЉАВАЊА ПРОМОВИСАЊА И ОДРЖИВОГ КОРИШЋЕЊА КУЛТУРНОГ НАСЛЕЂА ОПШТИНА РАЖАЊ (СРБИЈА) И БОБОВОГ ДОЛА[7] (БУГАРСКА), (2022). Турсистичка организација општине Ражањ,
- Јеленковић, П. - ЛОБИРАЊЕ – ТЕОРИЈА И ПРАКСА[8] (2023). Универзитетска библиотека  „Никола Тесла“ Ниш.